# Park Chan-ok
Park Chan-ok, née en 1968, est une réalisatrice et scénariste sud-coréenne. Elle a écrit et réalisé les films Jealousy Is My Middle Name (2003) et Paju (2009).

## Biographie et carrière
Née en 1968 dans le district de Gurye, Park Chan-ok s'est orientée vers les études théâtrales et cinématographiques à l'Université de Hanyang, puis a fait des études supérieures à l'université nationale des arts de Corée. Elle a commencé sa carrière sur la scène du cinéma indépendant avec la société de production Generation Blue Films, réalisant plusieurs courts métrages primés. Les courts métrages qu'elle réalise sont notamment Cat Woman and Man (1995), To Be (1996) qui a remporté le premier prix au 1er Festival international du film de femmes de Séoul ainsi que le prix du public au Festival du film de Hanovre, Heavy (1998) qui a remporté le prix Sonje au 3e Festival international du film de Busan, et Performance Experience (1999). Elle a également été assistante réalisatrice sur le court métrage A Bit Bitter de Jeong Ji-woo (1996) et pour La Vierge mise à nu par ses prétendants de Hong Sang-soo (2000).
Park Chan-ok a fait ses débuts dans un long métrage avec Jealousy Is My Middle Name, qui a été salué par la critique et a remporté le prix New Currents au 7e Festival international du film de Busan en 2002, le meilleur scénario aux 24e Blue Dragon Film Awards et le « Tiger Award » à la 32e Festival international du film de Rotterdam en 2003. Mettant en vedette Moon Sung-keun, Bae Jong-ok et avec une participation de Park Hae-il, le drame relationnel complexe raconte l'histoire d'un étudiant diplômé qui commence à travailler pour le rédacteur en chef du magazine pour lequel sa petite amie l'a abandonné, tandis que les deux hommes tournent autour d'un photographe et vétérinaire indépendant. Appelant cela un « début impressionnant », Variety a comparé Park Chan-ok à son mentor Hong Sang-soo, l'un des principaux auteurs coréens, en ce qui concerne la représentation incisive du film des émotions humaines et son dialogue ironique, subtilement humoristique mais perspicace, mais a décrit son style de cinéma comme « moins détaché »,.
Elle a ensuite écrit et réalisé le court métrage Warm Swamp en 2004. Mais malgré le prix Kodak et sa subvention en espèces de 20 millions de won (US$19 000) du plan de promotion de Pusan en 2005, il faudra à Park sept ans pour terminer son deuxième film,,.
Le deuxième long métrage tant attendu de Park Chan-ok, Paju, a été présenté en avant-première au 14e Festival international du film de Busan en 2009, où il a remporté le Network for the Promotion of Asian Cinema (prix NETPAC) ; les membres du jury l'ont décrit comme un « bel exemple de réalisation de films passionnés et de haute qualité »,,. C'est un portrait réaliste de la société coréenne moderne à travers les yeux d'une jeune femme qui tombe amoureuse de son ancien beau-frère militant démocrate (joué par Seo Woo et Lee Sun-kyun) tout en soupçonnant qu'il a peut-être eu quelque chose à voir avec la mort mystérieuse de sa sœur ; le film se déroule dans la ville titulaire de Paju, un lieu sinistre et brumeux qui était autrefois une garnison militaire de longue date et qui est maintenant un centre urbain en développement situé près de la frontière intercoréenne ; la politique sociale de gentrification inconfortable de la ville sert de toile de fond au conflit interne des personnages. Park Chan-ok a déclaré qu'elle « voulait parler des émotions partagées par deux personnes qui sont également seules. (...) Plus qu'une histoire d'amour entre un homme et une femme, la relation entre Joong-shik et Eun-mo est plus de compassion que ceux qui sont à l'agonie sont susceptibles de développer l'un pour l'autre »,.
Malgré un box-office terne, le film a été bien accueilli par la critique nationale et internationale. Screen International l'a qualifié d '« une ampleur intime mais extrêmement ambitieux dans sa riche imagerie et sa manipulation confiante » et a prédit « Cela devrait contribuer à consolider la réputation de Park en tant que l'un des réalisateurs d' art-house les plus talentueux de Corée », cependant que Variety a salué la gestion des éléments de mélodrame, action et mystère, en disant qu'ils « le font fonctionner comme un thriller bergmanais »,,.
Paju a également remporté le prix spécial du jury au 13e Festival du film asiatique de Deauville, le prix NETPAC aux 4e Asia Pacific Screen Awards, et a été le film d'ouverture du 39e Festival international du film de Rotterdam (le premier film coréen jamais choisi pour ouvrir le festival néerlandais),,,,. Park Chan-ok a été nommée femme cinéaste de l'année aux 10e Women in Film Korea Awards en 2009 et a reçu une nomination pour la meilleure réalisatrice aux 46e Baeksang Arts Awards,,,.
En 2012, Park Chan-ok est apparue dans le documentaire Ari Ari the Korean Cinema de Heo Chul, et a été consultante en production sur plusieurs films indépendants.

## Filmographie
- 1995 : Cat Woman and Man - court-métrage (réalisatrice, scénariste, monteuse, productrice)
- 1996 : A Bit Bitter - court métrage (assistante réalisatrice, co-scénariste)
- 1996 : To Be - court métrage (réalisatrice, scénariste, monteuse, productrice, enregistrement synchrone)
- 1997 : Welcome - court métrage (éclairage)
- 1998 : Heavy - court métrage (réalisatrice, scénariste, monteuse)
- 1999 : Performance Experience - court métrage (réalisatrice, scénariste)
- 2000 : La Vierge mise à nu par ses prétendants (assistante réalisatrice)
- 2003 : Jealousy Is My Middle Name (réalisatrice, scénariste)
- 2004 : Warm Swamp - court-métrage (réalisatrice, scénariste)
- 2009 : The Day After (conseillère de production)
- 2009 : Paju (réalisatrice, scénariste)
- 2013 : Ingtoogi: The Battle of Internet Trolls (consultante en production)
- 2014 : Tinker Ticker (consultante en production)
- 2014 : Guardian (consultante en production)
- 2014 : The Legacy (consultante en production)

## Récompenses
- 2003 : 24e Blue Dragon Film Awards : Meilleur scénario, pour La jalousie est mon deuxième prénom.
- 2009 : 10e Women in Film Korea Awards : femme cinéaste de l'année, pour Paju.